# Émile Villeneuve
Pour les articles homonymes, voir Villeneuve.
Jean-Louis-Émile Villeneuve, dit Émile Villeneuve, né le 25 février 1840 à Lembeye (Pyrénées-Atlantiques) et mort le 28 janvier 1890 dans la même ville, est un médecin, journaliste, militant blanquiste, membre de la Commune de Paris puis homme politique sous la Troisième République.

## Biographie

### Sous l'Empire
Né en 1840, à Lembeye dans les Basses-Pyrénées, Émile Villeneuve est élevé avec son Paul Villeneuve (futur président du tribunal civil de Dax (Landes) et son deuxième frère Henri Villeneuve, son élevé par son père Maurice Villeneuve, médecin, et sa mère Marie Antoinette Amélie Pradeu.
Après avoir réalisé sa scolarité à l'école nationale des chartes, lui et son deuxième frère Henri, déménagent à Paris pour suivre les cours de la Faculté de médecine. Là-bas, en parallèle de ses cours et de ses études, il commence à s'intéresser à la politique et à fréquenter les étudiants athées et socialistes comme Albert Regnard et Gustave Tridon. En juillet 1861, il est condamné une première fois pour outrage au clergé mais est acquitté. S'impliquant activement dans l'agitation contre le Second Empire, il rédige quelques articles dans des journaux comme Candide et participe avec Pierre Denis et Auguste Blanqui à La Jeune France, éphémère journal d'opposition fondé par Auguste Vermorel.

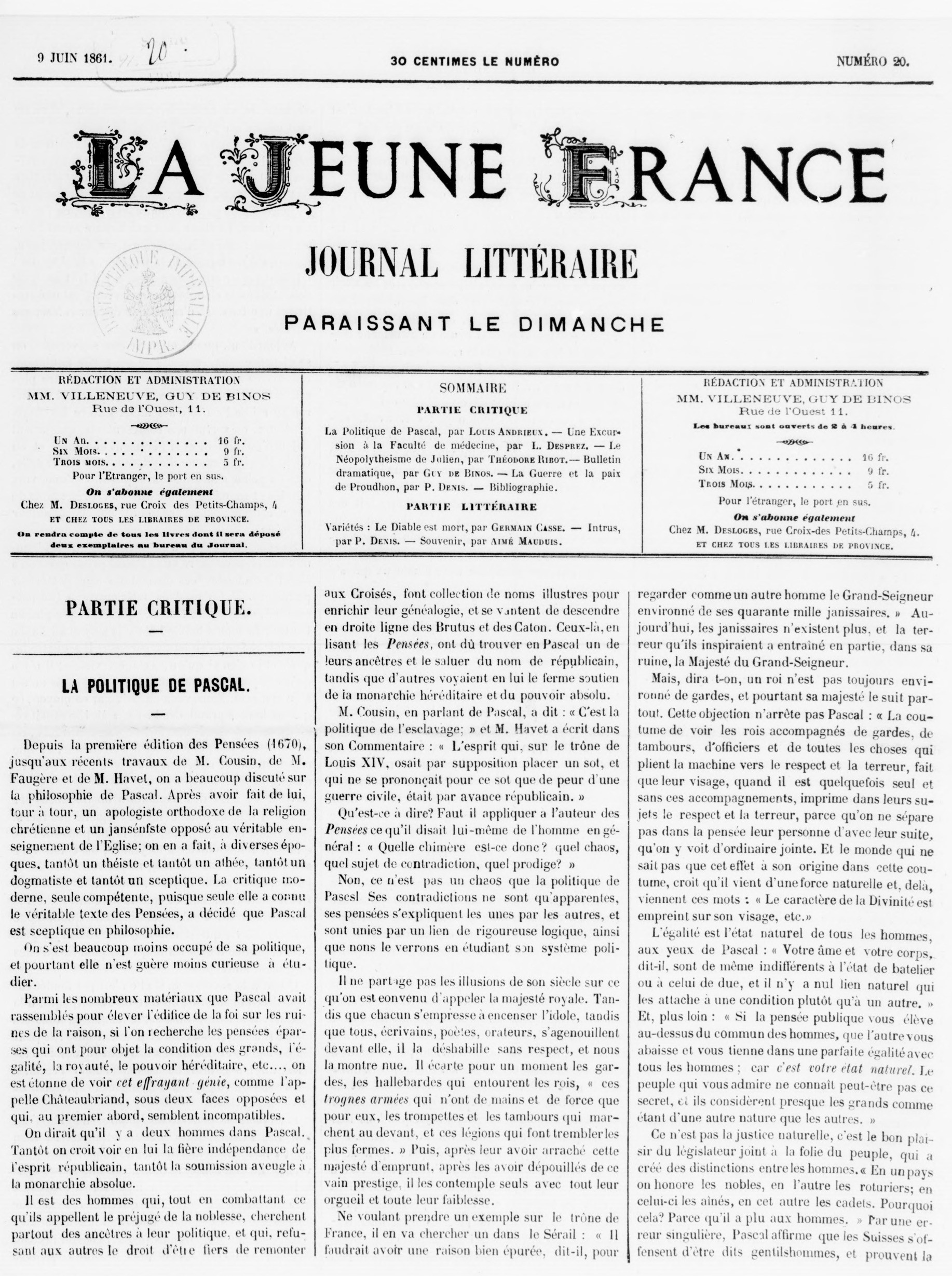
La Jeune France (numéro du 9 juin 1961).

De plus, il est à la tête de certaines protestations étudiantes dont une, début 1866. Avec Ernest Granger, Gabriel Brideau, etc, ils s'étaient retrouvés, rue des Amandiers, pour chanter La Marseillaise. Considérée comme relevant du "cris séditieux", les policiers les arrêtent et les font déférer devant la 6e chambre du Tribunal correctionnel. Villeneuve et Granger sont écroués pour six mois à la prison Sainte-Pélagie (Paris). Le 7 novembre de la même année, juste après être sorti de prison, il est à nouveau arrêté, avec 24 personnes (Raoul Rigault, Alphonse Humbert, Gaston Da Costa, Charles Longuet, etc.), pour participation à la société secrète dite du "Café de la Renaissance". Par la suite, il continue sa collaboration à différents journaux dont La Patrie en danger.

### De la guerre à la Commune de Paris
Il est 1er adjoint au maire du 17e arrondissement de Paris après le 4 septembre 1870. Soutenant les conciliateurs, membre actif de la Ligue d'union républicaine des droits de Paris, Il s'installe à Clichy au moment de la Commune de Paris et devient maire de la ville en 1875 et conseiller général du canton de Neuilly-sur-Seine.

### Sous la Troisième République
Il est député de la Seine de 1881 à 1889, inscrit au groupe de la Gauche radicale. Après sa réélection, en 1885, il est frappé de maladie mentale et se retire dans sa commune natale, sans démissionner.

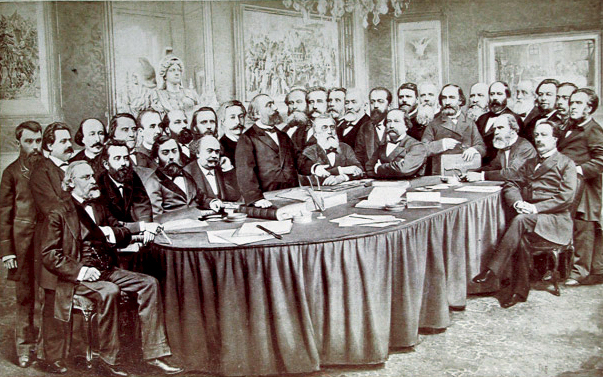
Groupe des députés de la Seine 1881 (Emile Villeneuve 3ème assis en partant de la gauche).